# フレペニ
座標: 北緯55度58分00秒 東経34度28分00秒 / 北緯55.96667度 東経34.46667度
フレペニ（ロシア語: Хлепень）はロシア・スモレンスク州スィチョーフカ地区(ru)の村（デレヴニャ）である。
州内の北東部、ヴァズーザ川左岸に位置し、地区の行政中心地であるスィチョーフカからは17kmの距離にある。人口は2007年の時点で240人。

## 歴史
フレペニには9世紀に出現した居住地の遺跡が残る。ただしこの居住地は13世紀に焼失しており、現フレペニに連なる村落が再建されたのは14 - 15世紀のことである。
19世紀から20世紀初頭にかけて、フレペニはトヴェリ県(ru)（グベールニヤ）に含まれていた。1888年にはフレペニ小教区の中心地となり、33の家屋と104人の人口が統計簿に記録されている。1929年より一時的に存在したザーパド（西の意）州(ru)に属したが、1937年よりスモレンスク州に属し、現在に至る。
第二次世界大戦期には、フレペニ周辺でも激しい戦闘が展開され、1941年10月にはナチス・ドイツ軍に占領された。ソビエト連邦軍が奪還したのは1942年12月1日のことだった。